# 下川沿駅
下川沿駅（しもかわぞいえき）は、秋田県大館市川口字隼人台（はやとだい）にある、東日本旅客鉄道（JR東日本）奥羽本線の駅である。

## 歴史
- 1950年（昭和25年）7月25日：北秋田郡下川沿村に下川沿仮乗降場として開設[新聞 1]、切符の販売も行う。
- 1954年（昭和29年）5月1日：停車場化[2]。
- 1971年（昭和46年）10月1日：荷物扱いを廃止[4]。駅無人化[5][新聞 2][新聞 3]。ただし、翌年3月31日までは（日曜・祝日を除く）6時から15時半まで旅客扱い要員を1名配置する[新聞 4]。
- 1987年（昭和62年）
  - 2月：不要となった貨車を利用した駅舎に改築[新聞 5]。
  - 4月1日：国鉄分割民営化により、JR東日本の駅となる[3]。
- 2006年（平成18年）：駅舎を改築[2]。
- 2018年（平成30年）12月1日：大館駅の業務委託化に伴い、東能代駅に管理駅が変更となる。
- 2024年（令和6年）10月1日：えきねっとQチケのサービスを開始[1][報道 1]。

## 駅構造
相対式ホーム2面2線を有する地上駅で、互いのホームは跨線橋で連絡している。東能代駅管理の無人駅である。

### のりば
| 番線 | 路線      | 方向 | 行先             |
| ---- | --------- | ---- | ---------------- |
| 1    | ■奥羽本線 | 下り | 大館・青森方面   |
| 2    | ■奥羽本線 | 上り | 鷹ノ巣・秋田方面 |

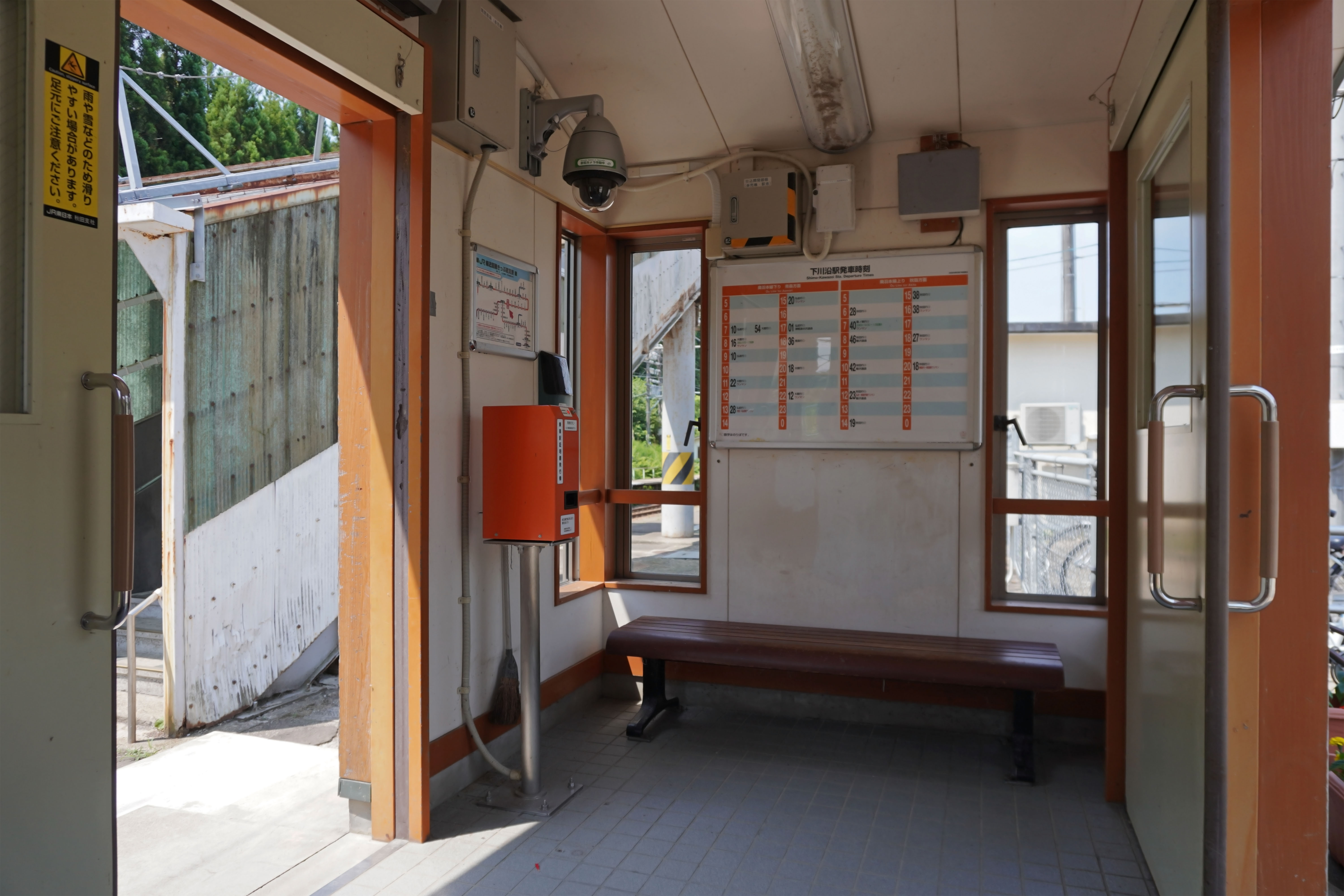
駅舎内（2024年6月）
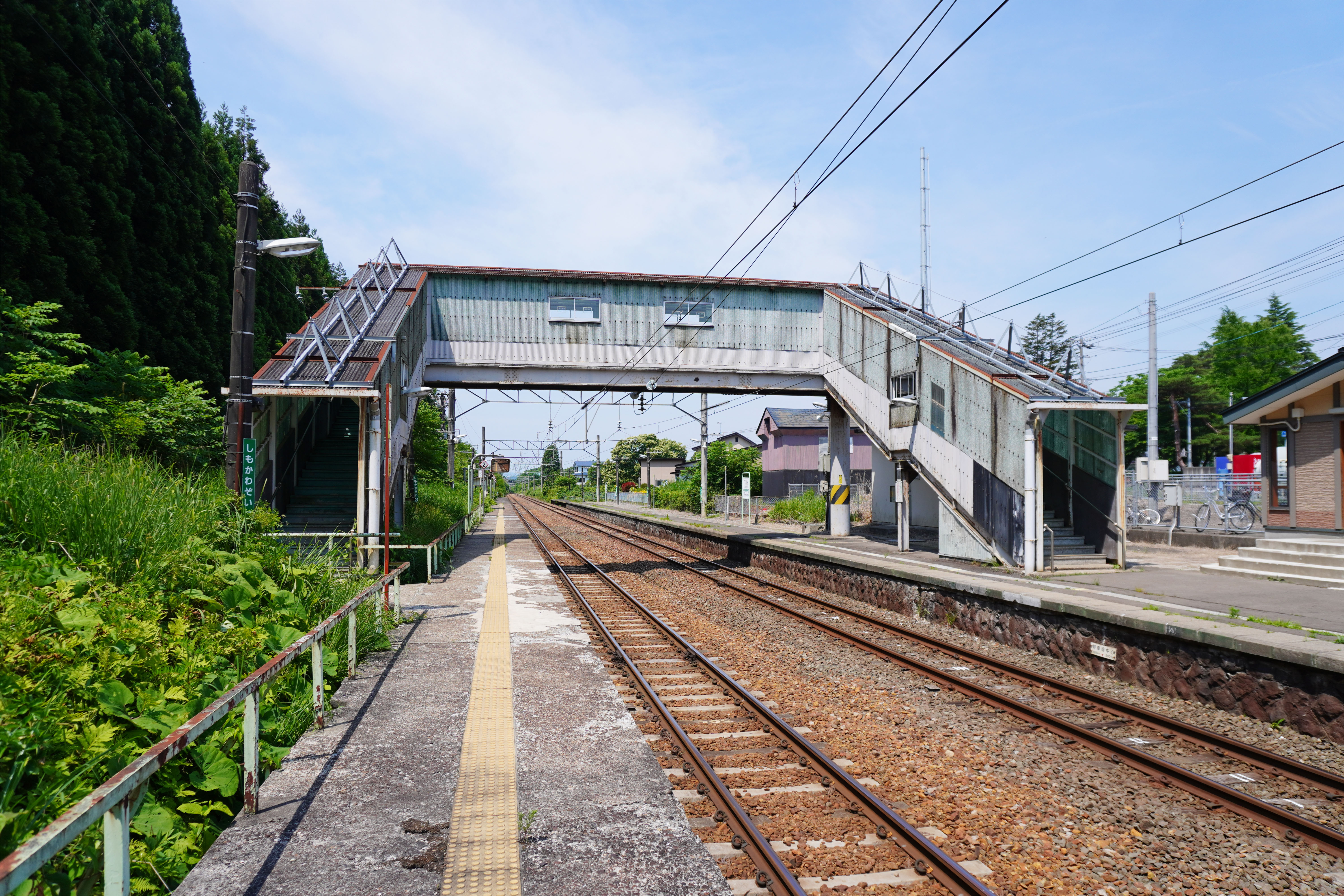
ホーム（2024年6月）

## 駅周辺

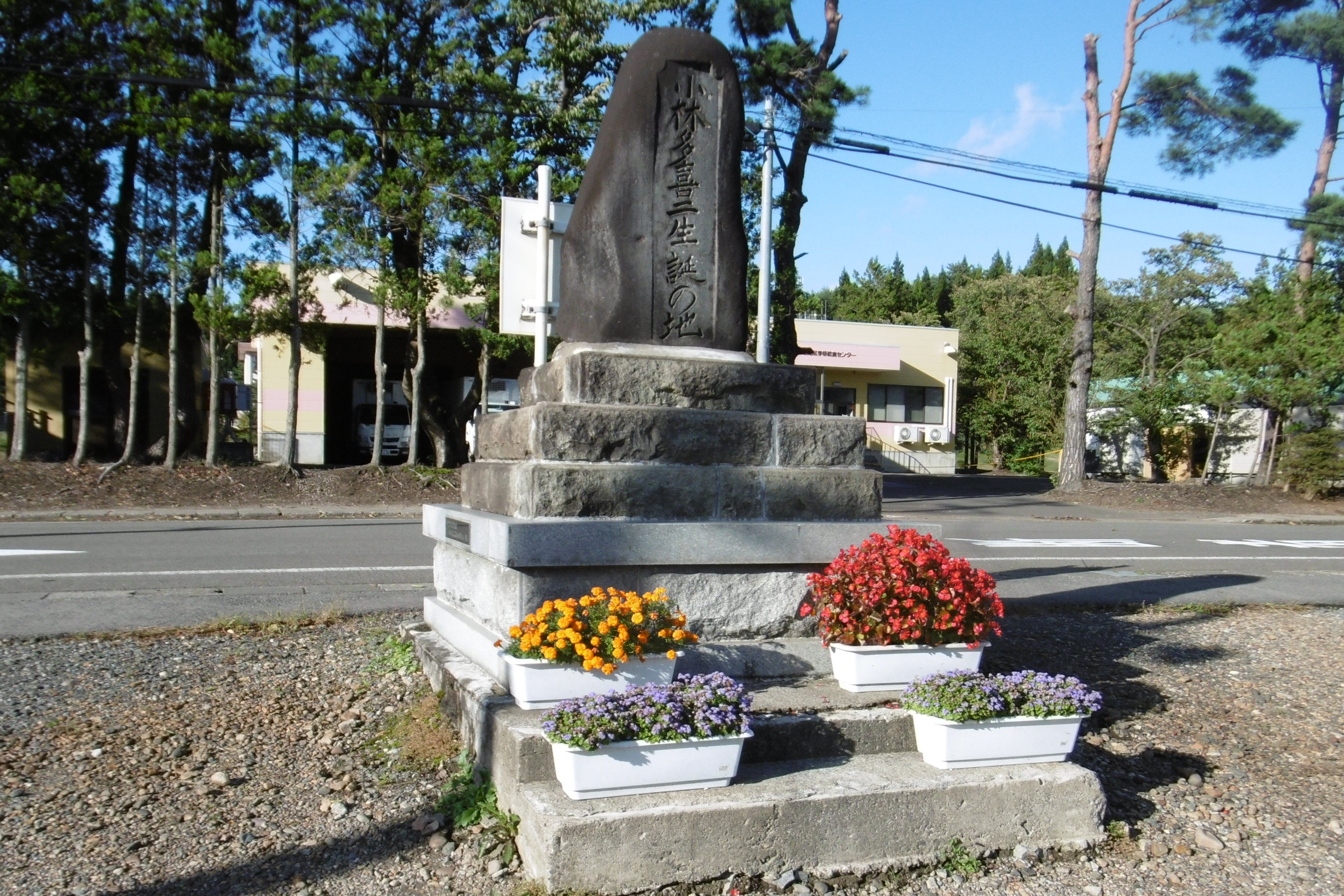
小林多喜二生誕地の碑

駅前には、旧下川沿村出身の小林多喜二生誕地の碑が建立されている。
- 国道7号
- 大館川口郵便局
- 大館市役所下川沿出張所
- 国道103号 大館南バイパス

## バス路線
- 秋北バス
  - 市立病院前方面、鳳鳴高校前ゆき・大館駅前ゆき
  - 鷹ノ巣・イオンタウン鷹巣方面
- 秋北タクシー
  - 大館市田代地域コミュニティバス「たしろたけのこ号」 : 山田・赤川線

## 隣の駅
東日本旅客鉄道（JR東日本）
■奥羽本線
□快速
通過
■普通
早口駅 - 下川沿駅 - 大館駅

### 報道発表資料
1. ↑  『Suicaエリア外もチケットレスで! 東北エリアから「えきねっとQチケ」がはじまります』（PDF）（プレスリリース）東日本旅客鉄道、2024年7月11日。オリジナルの2024年7月11日時点におけるアーカイブ。2024年8月6日閲覧。

### 新聞記事
1. ↑  読売新聞昭和25年7月25日秋田版
2. ↑  「無人駅 奥羽本線下川沿駅」『秋田魁新報』秋田魁新報社、1975年11月12日、夕刊、3面。
3. ↑  「陳情攻勢で“無人化”が後退 秋鉄局 日中だけ駅員配置 ただし本年度いっぱい」『秋田魁新報』秋田魁新報社、1971年9月29日、朝刊、12面。
4. ↑  「営業体制近代化」『交通新聞』交通協力会、1971年10月5日、1面。
5. ↑  読売新聞昭和62年2月6日秋田読売
6. ↑  田村彦志「小林多喜二:大館の公民館、コーナー開設 初版本など展示−−21日」『毎日新聞』毎日新聞社、2015年2月17日。